# Gasita
Gasita is een dorp in het district Southern in Botswana. De plaats telt 1063 inwoners (2011).